# Tillandsia nana
Tillandsia nana är en gräsväxtart som beskrevs av John Gilbert Baker. Tillandsia nana ingår i släktet Tillandsia och familjen Bromeliaceae. Inga underarter finns listade i Catalogue of Life.